# Stare Żabno
Stare Żabno (niem. Alt Tschau, 1936-45 Trockenau; po wojnie Stary Cień) – dawna wieś, obecnie część miasta Nowa Sól w zachodniej Polsce, w województwie lubuskim, w powiecie nowosolskim.
Leży na południu miasta, w rejonie ulicy Głogowskiej, przy linii kolejowej.

## Historia
W latach 1946–54 w gminie Wrociszów, a w latach 1954–61 siedziba gromady Stare Żabno. 31 grudnia 1961 wyłączona z gromady Stare Żabno (bez przysiółków Nowe Żabno i Stara Wieś) i włączona do Nowej Soli w tymże powiecie. Tym samym, siedzibą gromady stała się Nowa Sól.
Gromadę Stare Żabno, z siedzibą w Nowej Soli, zniesiono 1 stycznia 1973.